# 尉遲熾繁
尉遲熾繁（566年—595年），或說名尉遲繁熾，河南郡洛阳县（今河南省洛阳市东）人，蜀國公尉遲迥孫女，上柱国、胙国公尉迟顺之女，周宣帝宇文赟皇后。

## 生平
尉遲熾繁有美丽的容貌，本是周宣帝堂兄杞国公宇文亮的儿媳，西陽郡公宇文溫的夫人，例行進宮朝見的时候，周宣帝灌醉尉迟炽繁，在宮中强奸了她。宇文亮正在征淮南，听说此事后害怕，密谋作乱被处死，宇文溫也被连带受罚被处死，尉遲熾繁便被召入宮中，封為長貴妃。
大象二年（580年）三月，她被冊立為天左大皇后，冊曰：「咨爾門膺積善，躬表靈貺，徽音茂德，朕實嘉之。是用弘茲盛典，申彼寵章。爾其克慎厥猷，寅荅景命，永承休烈，可不慎歟！」
仅仅一年之後，北周宣帝逝世，年轻的尉遲熾繁和另外兩位皇后（陳月儀和元樂尚）一同出家，法號華首或说法号华道，隋朝開皇十五年病死，虚龄三十。

## 延伸阅读
[在维基数据编辑]
 《周書/卷09》，出自令狐德棻《周書》
 《北史·卷014》，出自李延壽《北史》